# P/2011 Y2 (Boattini)
P/2011 Y2 (Boattini) — одна з короткоперіодичних комет родини Юпітера. Комета була відкрита 24 грудня 2011 року, коли мала 19.4m.